# جون ديكي (أكاديمي)
جون ديكي (بالإنجليزية: John Dickie)‏ هو أكاديمي نيوزيلندي، ولد في 20 مايو 1875 في أبردين في المملكة المتحدة، وتوفي في 24 يونيو 1942.